# 伊格纳西奥·豪雷吉
伊格纳西奥·豪雷吉（西班牙語：Ignacio Jáuregui，1938年7月31日—），墨西哥男子足球运动员，司职后卫。他曾代表墨西哥国家队参加1962年和1966年国际足联世界杯，两届比赛均止步小组赛阶段。